# Johann Arnold von Manderscheid

Wappen der Grafschaft Manderscheid-Blankenheim

Johann Arnold von Manderscheid-Blankenheim (* 13. September 1606; † 26. September 1644) aus dem Geschlecht der Manderscheid, war regierender Graf von Manderscheid-Blankenheim, Herr zu Jünkerath, Daun und Kerpen. Johann Arnold war Sohn des Grafen Arnold II. von Manderscheid-Blankenheim und Maria Ursula von Leiningen-Dagsburg-Falkenburg.

## Leben
Johann Arnold übernahm nach dem Tod seines Vaters Arnold II. im Jahr 1614 die Herrschaft über die Grafschaft. Da Johann Arnold zu diesem Zeitpunkt erst neun Jahre alt war, wurde er zunächst von seiner Mutter, Maria Ursula von Leiningen, als Vormund vertreten. Sie erließ 1615 eine strenge Hof- und Hausordnung, die den Alltag und die Rechte sowie Pflichten in der Grafschaft Blankenheim strikt regelte.
Johann Arnold war bekannt für seine tiefe Frömmigkeit und seinen Einsatz gegen die Hexerei. In seiner Regierungszeit wurden mehrere Hexenprozesse durchgeführt, darunter eine bekannte Verurteilung im Jahr 1629, bei der Anna Schäfer aus Blankenheimerdorf der Zauberei und Teufelsbuhlschaft beschuldigt und hingerichtet wurde. Johann Möden, ein führender Rechtsgelehrter und aktiver Hexenjäger, spielte bei diesen Prozessen eine zentrale Rolle. Insgesamt fanden zwischen 1614 und 1633 mehr als 70 Hexenprozesse in seiner Grafschaft statt.
Die Grafschaft Blankenheim blieb während des Dreißigjährigen Krieges (1618–1648) weitgehend von Zerstörungen und Plünderungen verschont. Dies lag unter anderem an der klugen Heiratspolitik des Hauses Manderscheid-Blankenheim sowie an der Tatsache, dass Blankenheim seit 1488 reichsunmittelbar war und somit nur dem Kaiser unterstand. Johann Arnold selbst erhob 1642 Schutzgelder von den Bürgern Blankenheims und verstärkte die Verteidigungsanlagen der Burg, um eventuelle Bedrohungen abzuwehren.
1628 heiratete Johann Arnold Antonia Elisabeth von Manderscheid-Gerolstein, wodurch die beiden Linien der Manderscheider Grafenhäuser verbunden wurden. Aus dieser Verbindung ging ein Sohn hervor, Salentin Ernst von Manderscheid-Blankenheim, der nach dem Tod seines Vaters im Jahr 1644 die Herrschaft übernahm.
Ein weiteres bedeutendes Ereignis während Johann Arnolds Herrschaft war die Gründung der Matthiasbruderschaft im Jahr 1636, die als Dank dafür entstand, dass Blankenheim von den Pestwellen verschont blieb, die weite Teile Europas während des Krieges heimsuchten.
Johann Arnolds Regierungszeit war von tiefem Glauben, der Hexenverfolgung und einer erfolgreichen politischen Strategie geprägt, die Blankenheim vor den schlimmsten Auswirkungen des Dreißigjährigen Krieges bewahrte.

## Familie
Am 5. März 1628 heiratete er Elisabeth von Manderscheid-Gerolstein, wodurch die beiden Linien des Hauses Manderscheid verbunden wurden. Mit ihr hatte er folgende Kinder:
1. Salentin Ernst von Manderscheid (* 22. Dezember 1630; † 18. Februar 1705) ⚭  Ernestine Salentine zu Sayn-Wittgenstein-Sayn, regierender Graf nach dem Tod seines Vaters
2. Arnoldine Katharina von Manderscheid (* 1620; † 1650) ⚭ Johann Ernst von Pöllnitz